# Locris bequaerti
Locris bequaerti är en insektsart som beskrevs av Victor Lallemand 1920. Locris bequaerti ingår i släktet Locris och familjen spottstritar. Inga underarter finns listade i Catalogue of Life.